# نماگر اقتصادی

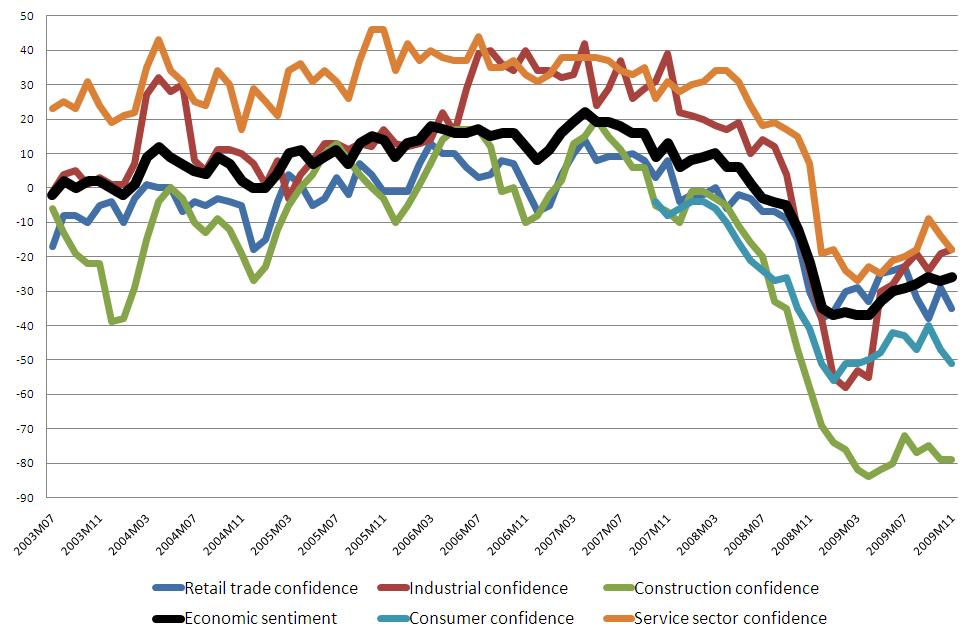
شاخص آماری اقتصادی و اجزای آن

نماگر اقتصادی (به انگلیسی: Economic indicator) آماره‌هایی دربارهٔ فعالیت‌های اقتصادی هستند. نماگرهای اقتصادی واکاوی و تحلیل عملکرد گذشته و کنونی اقتصاد و پیش‌بینی عملکرد آینده را امکانپذیر می‌کنند. یک کاربرد این نماگرهای اقتصادی مطالعۀ چرخه‌های بازرگانی است. نماگرهای اقتصادی دربرگیرندۀ شاخص‌های گوناگون، گزارش درآمد و چکیده‌های اقتصادی. برای نمونه نرخ بیکاری، شاخص قیمت مصرف کننده (سنجه‌ای برای اندازه‌گیری تورم)، تولید صنعتی، ورشکستگی‌ها، تولید ناخالص داخلی، ضریب نفوذ اینترنت، شاخص بهای سهام، دگرگونی‌های عرضهٔ پول و مانند اینهاست.

## دامنۀ پوشش
نماگرهای اقتصادی دربرگیرندۀ شاخص‌های اقتصادی مانند نرخ بیکاری، تولید ناخالص داخلی، نرخ تورم و... است اما تنها کرانمند به شاخص‌های اقتصادی نیست.

## انواع نماگرها
نماگرهای اقتصادی با بخش‌بندی‌های گوناگونی دسته‌بندی شده‌اند.

### از نظر اهمیت
نماگرهای اقتصادی را معمولاً به سه دستۀ کلی بخش‌بندی می‌کنند:
- اهمیت زیاد: پیشران بازار (مانند نرخ بیکاری، تراز بازرگانی، تولید ناخالص داخلی و...)
- اهمیمت متوسط: نماگرهای قابل توجه (مانند سفارش کالاهای بادوام، توازن حساب جاری و...)
- اهمیت کم: دیگر نماگرها (مانند فروش وسایل نقلیه، فروش فروشگاه‌های زنجیره‌ای و...)

### از نظر زمانی
از دید زمانی، شاخص‌های اقتصادی را می‌توان به سه دستۀ بخش‌بندی کرد:
- نماگرهای پیشرو. مانند: بیکاری
- نماگرهای پسرو. مانند: میزان وام‌های صنعتی و تجاری
- نماگرهای همزمان. مانند: شاخص تولیدات صنعتی

دورۀ زمانی هر نماگر (هفتگی، ماهانه یا...) نیز در شناسایی اهمیت نماگر نقش دارد.

### از نظر جهت
با نگاه به سرشت مثبت یا منفی نماگر، رشد برخی از آن‌ها برای اقتصاد مثبت قلمداد می‌شود و رشد برخی دیگر منفی. به همین‌سان، سویۀ نماگرها با جهت کلی اقتصاد نیز می‌تواند سه حالت داشته باشد:
- همسو (مستقیم)؛
- پادسو (معکوس)؛
- بی‌سو (متغیر).